# Mystrium leonie
Mystrium leonie is een mierensoort uit de onderfamilie van de Amblyoponinae. De wetenschappelijke naam van de soort is voor het eerst geldig gepubliceerd in 2007 door Media:Bihn & Verhaagh 2007.pdf|Bihn & Verhaagh.